# Mairie d'Aubervilliers (metrostation)
Mairie d'Aubervilliers is een station aan en de noordelijke terminus van lijn 12 van de metro van Parijs. Het station ligt niet binnen de gemeente Parijs, maar op het grondgebied van de naastgelegen gemeente Aubervilliers. Het station ligt op een trajectverlenging voorbij de vorige terminus Front populaire en wordt in de reizigersdienst bediend sedert 31 mei 2022. Het volgende metrostation zuidwaarts aan lijn 12 is het op dezelfde dag geopende station Aimé Césaire.
Het station ligt aan het plein van het gemeentehuis van Aubervilliers. Als een bijnaam wordt bij de stationsnaam ook Plaine des Vertus vermeld.

## Het station
Het station heeft een oppervlakte van ongeveer 4.500 m2, over vier ondergrondse niveaus. Er zijn zeven toegangen, vier naar het noorden en drie naar het zuiden, waaronder twee met een roltrap.  Mairie d'Aubervilliers is in Parijs een standaard metrostation met twee zijperrons van elkaar gescheiden door de metrosporen, op een diepte van 26 meter onder het maaiveld.
In het station is op een diepte van 33 meter tevens de ruimte voorzien voor de aanleg van een metrohalte langs een tweede traject, met name de voor 2030 voorziene nieuwe Parijse metrolijn 15, kroonjuweel van het openbaarvervoerproject Grand Paris Express. Bij ingebruikname wordt in Mairie d'Aubervilliers een rechtstreekse overstap tussen de metrolijnen 12 en 15 mogelijk.
Mairie d'Aubervilliers · Aimé Césaire · Front Populaire · Porte de la Chapelle · Marx Dormoy · Marcadet - Poissonniers · Jules Joffrin · Lamarck - Caulaincourt · Abbesses (metrostation) · Pigalle · Saint-Georges · Notre-Dame-de-Lorette · Trinité - d'Estienne d'Orves · Saint-Lazare · Madeleine · Concorde · Assemblée nationale · Solférino · Rue du Bac · Sèvres - Babylone · Rennes · Notre-Dame-des-Champs · Montparnasse - Bienvenüe · Falguière · Pasteur · Volontaires · Vaugirard · Convention · Porte de Versailles · Corentin Celton · Mairie d'Issy